# Tasmania Parks and Wildlife Service
Pour les articles homonymes, voir National Parks and Wildlife Service.
Le Tasmania Parks and Wildlife Service (Service national des parcs et de la vie sauvage de Tasmanie) est l'organisme de gestion de la protection environnementale de l'Australie.

## Histoire
En 2009, le Service coordonne le sauvetage d'un banc de baleines coincées sur un banc de sable au milieu des eaux.
De 2012 à 2016, les visites enregistrées dans les parcs administrés par le Tasmania Parks and Wildlife Service ont augmenté de 10%, poussant la direction à augmenter les investissements dans les infrastructures touristiques.
Début 2017, le Tasmania Parks and Wildlife Service lance une annonce à la recherche d'un bénévole pour garder l'île de Maatsuyker à la pointe sud de la Tasmanie,.

## Description
Le Tasmania Parks and Wildlife Service gère 19 parcs nationaux sur une surface de 1 584 000 hectares, ce qui comprend l'île Macquarie, 5 400 kilomètres de littoral, et 135 000 hectares de territoires maritimes protégés. Le Service gère aussi 800 sites protégés dans l'État.

## Direction
- depuis 2017: Jason Jacobi (general manager)[7]

## Articles liés
- National Parks and Wildlife Service